# Světlá nad Sázavou
Světlá nad Sázavou (en allemand : Swietla ob der Sasau) est une ville du district de Havlíčkův Brod, dans la région de Vysočina, en Tchéquie. Sa population s'élevait à 6 437 habitants en 2023.

## Géographie
Světlá nad Sázavou est arrosée par la Sázava, un affluent de la Vltava, et se trouve à 15 km au nord-ouest de Havlíčkův Brod, à 33 km au nord-ouest de Jihlava et à 83 km au sud-est de Prague.
La commune est limitée par Vlkanov et Ovesná Lhota au nord, par Sázavka, Kunemil, Druhanov, Služátky, Příseka et Nová Ves u Světlé à l'est, par Krásná Hora, Lipnice nad Sázavou et Dolní Město au sud, et par Trpišovice, Vilémovice et Pavlov à l'ouest.

## Histoire
La première mention écrite de la ville date de 1207. Elle se trouve dans la région historique de Bohême.

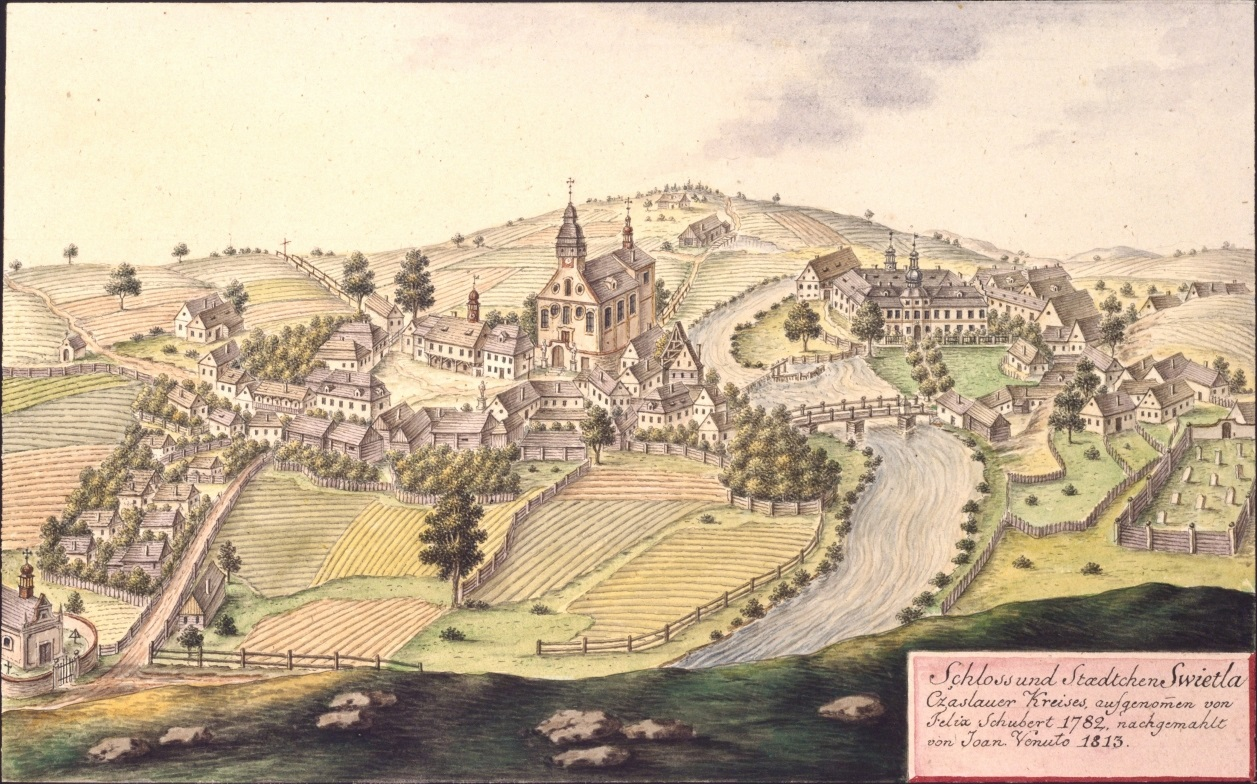
Světlá nad Sázavou en 1813, par Joann Venuto.

## Administration
La commune se compose de quinze quartiers :
- Světlá nad Sázavou
- Benetice
- Dolní Březinka
- Dolní Dlužiny
- Horní Březinka
- Horní Dlužiny
- Josefodol
- Kochánov
- Leštinka
- Lipnička
- Mrzkovice
- Opatovice
- Radostovice
- Závidkovice
- Žebrákov

## Transports
Par la route, Šlapanice se trouve à 17 km de Havlíčkův Brod, à 43 km de Jihlava et à 103 km de Prague.